# Оснес
Оснес (норв. Åsnes) — коммуна в губернии Хедмарк в Норвегии. Административный центр коммуны — город Флиса. Официальный язык коммуны — букмол. Население коммуны на 2007 год составляло 7581 чел. Площадь коммуны Оснес — 1040,99 км², код-идентификатор — 0425.

## История населения коммуны
Население коммуны за последние 60 лет.